# キングスポート (テネシー州)
キングスポート（英: Kingsport）は、アメリカ合衆国テネシー州の北東隅、サリバン郡、ホーキンス郡、ワシントン郡に跨る都市である。人口は5万5442人（2020年）。
キングスポートは、キングスポート・テネシー州ブリストル・バージニア州ブリストル大都市圏の中で人口最大の都市であり、都市圏人口は2010年時点で309,544人だった。
キングスポートは「山岳帝国」と呼ばれるアパラチア山脈の山中に位置している。これにはバージニア州西部が含まれている。「キングスポート」という名前は「国王の港」を単純化したものであり、キングス・ボート・ヤードと呼ばれたホルストン川沿いの地域、テネシー川バレーでは航行可能な上限を指していた。

## 歴史
ホルストン川の北支流と南支流が現在キングスポートとなっている場所の西端となり、町自体は1787年に南支流岸沿いの「ソルトリック」と呼ばれていた。南支流が北支流と合流してホルストン川となる地点から約1マイル (1.6 km) 上流にあった。ホルストン川のロング島がその合流点近くにあり、キングスポートの法人化地域の中にほとんど含まれている。この島は、チェロキー族インディアン、植民地のパイオニア、初期開拓者にとって重要な場所であり、1770年のロッホアーバーの条約で具体的に挙げられていた。この場所の初期開拓地は、カンバーランド・ギャップを抜け、荒野の道を通ってケンタッキー州へ進む人々の出発点に使われた。キングスポートの町は1822年に先ず認証され、ホルストン川の重要な積出港になった。周辺地域の遠く離れた場所で生産された物が、艀に積まれ、テネシー川を下ってノックスビルまで運ばれた。

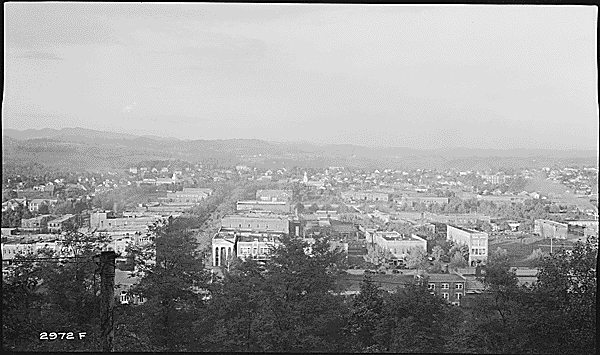
1937年のキングスポート

南北戦争終盤の1864年12月13日、キングスポートの戦いが行われ、リチャード・モーガン（1836年-1918年）大佐が率いた300名の南軍が、ここで大部隊の北軍を2日間近くも引き留めた。ジョージ・ストーンマン少将が指揮した北軍5,500名は、ノックスビルを発ってバージニア州の南軍標的への襲撃を目指していた。例えばバージニア州ソルトビルの製塩工場、ウィズビルの鉛工場、マリオンの鉄工所が標的だった。モーガンの小部隊が、ホルストン川の対岸にいるカレム・ジレム少将の指揮する北軍本隊を引き留めている間に、サミュエル・パットン大佐の騎兵隊が2.5マイル (4 km) 北で川を渡り、南軍の背後に回った。モーガン大佐は勢力で劣り、背面を衝かれ、厳しい冬の天候で士気も衰えていたままに降伏した。南軍の損害は戦死18名、捕虜84名となり、捕虜はノックスビルの北軍監獄に送られた。
まだ歴史の浅かったキングスポートは南北戦争で被った経済的低迷のために、一旦認証が取り消された。
1916年9月12日、「スパークス・ワールド・フェイマス・ショーズ・サーカス」に出ていたアジアゾウのメアリが、シティホテルの従業員であるウォルター・エルブリッジを殺した。エルブリッジはその前日に象の調教師助手としてサーカスから雇われたばかりだった。エルブリッジは、キングスポートでメアリを近くの池に連れて行った時に殺された。メアリは地元保安官が囲いに入れた。近くの町の指導者達は、メアリを連れて来るならばサーカスの興行を認めないと脅した。キングスポート住民はメアリの死を要求した。サーカスのオーナーであるチャーリー・スパークスは渋々ながらも事態を素早く解決する唯一の道は公開の処刑を行うことだと判断した。翌日、メアリは鉄道でアーウィンまで運ばれた。そこではクリンチフィールドの操車場に2,500人を超える群衆が象の処刑を見るために集まっていた。メアリは鉄道のクレーンに吊るされて処刑された。
キングスポートは1917年に再認証された。マサチューセッツ州ケンブリッジ出身の都市計画家で造園家のジョン・ノーレンがデザインした「庭園都市」の初期例となった。この計画から「モデルとなる都市」のニックネームがあり、町は商業、教会、住宅、工業の地域に分けられて造られている。ラウンドアバウト（環状交差点）を採用したことで、アメリカ合衆国でも初期の例となっている。市政府が市マネジャー方式を採用し、教育体系はコロンビア大学で開発されたモデルに従って作られたことは、それぞれ最初期のものである。川沿いの土地の多くは工業用途に使われている。ロング島の大半は現在イーストマン・ケミカル社が使っており、その本社はキングスポート市内にある。
地域ファストフード・レストラン・チェーンのパルズ・サドン・サービスが1956年にキングスポートで1号店を開店した。

## 地理
キングスポート市は北緯36度32分 西経82度33分 / 北緯36.533度 西経82.550度 (36.5369, −82.5421)に位置している。アメリカ国道11号線と同23号線の交差点にある。州間高速道路26号線の北西終点がある。
アメリカ合衆国国勢調査局に拠れば、市域全面積は45.0平方マイル (116.6 km2)であり、このうち陸地44.1平方マイル (114.1 km2)、水域は0.9平方マイル (2.4 km2)で水域率は2.07%である。

### 地区
- アバ―シャム
- ブルーミンデール
- ボーデンミルビレッジ
- コロニアルハイツ
- ギブソンタウン
- ハンティントンヒルズ
- リンガーデン
- モリソンシティ

## 人口動態
以下は2000年国勢調査による人口統計データである。
| 基礎データ - 人口: 44,905 人 - 世帯数: 19,662 世帯 - 家族数: 12,642 家族 - 人口密度: 393.4人/km2（1,018.9 人/mi2） - 住居数: 21,796 軒 - 住居密度: 191.0軒/km2（494.6 軒/mi2） 人種別人口構成 - 白人: 93.32% - アフリカン・アメリカン: 4.22% - ネイティブ・アメリカン: 0.24% - アジア人: 0.79% - 太平洋諸島系: 0.02% - その他の人種: 0.34% - 混血: 1.06% - ヒスパニック・ラテン系: 1.05% | 年齢別人口構成 - 18歳未満: 21.7% - 18-24歳: 6.5% - 25-44歳: 26.2% - 45-64歳: 25.3% - 65歳以上: 20.3% - 年齢の中央値: 42歳 - 性比（女性100人あたり男性の人口） - 総人口:84.1 - 18歳以上: 79.4 世帯と家族（対世帯数） - 18歳未満の子供がいる: 26.5% - 結婚・同居している夫婦: 48.5% - 未婚・離婚・死別女性が世帯主: 12.7% - 非家族世帯: 35.7% - 単身世帯: 32.5% - 65歳以上の老人1人暮らし: 14.7% - 平均構成人数 - 世帯: 2.22人 - 家族: 2.80人 | 収入と家計 - 収入の中央値 - 世帯: 30,524米ドル - 家族: 40,183米ドル - 性別 - 男性: 33,075米ドル - 女性: 23,217米ドル - 人口1人あたり収入: 20,549米ドル - 貧困線以下 - 対人口: 17.1% - 対家族数: 14.2% - 18歳未満: 24.9% - 65歳以上: 13.0% |

## 政治

### 市長と市政委員会
キングスポートは市政委員会・市マネジャー方式の政府を採用しており、市が再認証された1917年に設立された。市長と6人の委員で市政委員会が構成されている。市長の任期は2年間であり、市政委員は4年間である。選挙は偶数年に行われ、市長と委員の半数である3人が2年毎に選出されている。新しい任期は7月1日に始まる。委員は互選により副市長を選出する。

### 州政府への代表
キングスポート市のサリバン郡に入る部分はテネシー州下院の第1および第2選挙区に入り、ホーキンス郡に入る部分は第6選挙区に属している。3選挙区とも2016年時点で共和党員を選んでいる。テネシー州上院では、サリバン郡に入る部分が第4区、ホーキンス郡に入る部分が第8区に属している。両選挙区とも共和党員を選んでいる。

### 連邦政府への代表
アメリカ合衆国下院では、テネシー州第1選挙区に属しており、2016年時点では共和党員を選んでいる。

## 教育

### 高等教育機関
キングスポート市内には高等教育機関の主キャンパスは無いが、下記機関の支所キャンパスがある。
- 東テネシー州立大学
- キング大学
- リンカーン記念大学
- ミリガン・カレッジ
- 北東州立コミュニティカレッジ
- タスカラム・カレッジ
- テネシー大学

キング大学、リンカーン記念大学、北東州立コミュニティカレッジ、タスカラム・カレッジ、テネシー大学は全て、市内中心街にある高等教育のためのキングスポート・センターに入っている。東テネシー州立大学は市内のホーキンス郡に入る部分（西部）にある。

### キングスポート市教育学区
キングスポート市の公共教育はキングスポート市教育学区が管轄しており、小学校8校、中学校2校、高校1校が含まれている。さらに私立学校が8校あり、その多くは宗教系である。
キングスポート市教育学区の学校
- ジョン・アダムズ小学校
- アンドリュー・ジャクソン小学校
- アンドリュー・ジョンソン小学校
- ジョン・F・ケネディ小学校
- エイブラハム・リンカーン小学校
- セオドア・ルーズベルト小学校
- トーマス・ジェファーソン小学校
- ジョージ・ワシントン小学校
- ロス・N・ロビンソン中学校
- ジョン・セビア中学校
- ドビンス・ベネット高校
- コーラ・コックス・アカデミー（元ニュー・ホライズンズ・オルタナティブ学校）
- 北東テネシー・イノベーション・アカデミー、主に科学、技術、工学、数学に特化

### アフリカ系アメリカ人のための以前の学校
キングスポート市にあるダグラス高校は、地域でも最大級のアフリカ系アメリカ人のための高校だったが、1966年に人種統合のために閉鎖された。東ウォルナット・アベニュー（現東セビア・アベニュー）に面したこの学校の校舎は、歴史あるローゼンワルド学校であり、1929年から1930年に建てられ、市、民間人、ローゼンワルド基金からの資金を利用した。人種差別が続いていた時代、ダグラス・タイガースのフットボール・チームは白人のチームとの対戦を許されなかったが、州のフットボール選手権で、また州のバスケットボール選手権でも1946年に優勝し、バスケットボール単独でも1948年に優勝した。現在ある建物は1951年に建てられたものであり、ルイス通り301に所在し、V・O・ドビンス・シニア複合施設となっている。ドビンスはダグラス高校の校長だった。この建物にはキングスポート市の非営利機関の多く、公園・レクリエーション部出張所が入っており、また、ダグラス高校の同窓会であるダグラスの息子と娘達、Inc.が入っている。

## 医療
キングスポート市内には2つの総合病院がある。
- ホルストン・バレー医療センター – 地域のレベルI外傷センター
- インディアンパス医療センター

## 軍事
- 輸送艦の SS キングスポート・ビクトリー、後の衛星通信受信艦 USNS キングスポートはキングスポート市にちなむ命名である。

## メディア

### 新聞
- 「キングスポート・タイムズ・ニューズ」
- 「デイリー・ニューズ」

### テレビ
- WKPT-TV、マイネットワークTV系列

### AM ラジオ
- WKPT
- WHGG

### FM ラジオ
- WTFM
- WRZK
- WCQR
- WKOS
- WCSK

## スポーツ
ルーキーレベルの野球マイナーリーグであるアパラチアンリーグに属するキングスポート・メッツが、キングスポートを本拠地にしている。ニューヨーク・メッツの傘下であり、1969年以来、1983年の例外はあるが、市内で試合を続けている。球場はハンター・ライト・スタジアムであり、元市長のハンター・ライトにちなんで名付けられた。

## 経済
イーストマン・ケミカル社がキングスポートに本社を置いている。製紙業のドムター社がキングスポート工場を操業しており、上質紙を生産している。BAEシステムズのオードナンス・システムズ社が運営するアメリカ陸軍ホルストン弾薬工場では、国防総省のために幅広い二次的爆発物を製造している。

## レクリエーション
キングスポート市公園・レクリエーション部が市内の幾つかの公園を管理している。
- ベイズマウンテン公園
- ボーデン公園
- ドッグウッド公園
- キングスポート・グリーンベルト・ウォーキング/サイクリング道
- リバービュー・スプラッシュ・パッド
- スコット・アダムズ・スケート公園

## キングスポート警察署
キングスポート警察署はキングスポート市の法執行機関である。
2006年、警官104人、常勤職員44人、パート職員17人が勤めていた。2005年の運営予算は8,602,800米ドルだった。定期的に訓練している特別機動隊員が12人いる。2005年には13回の呼び出しに出動した。

## 著名な出身者
- ニック・キャッスル、映画監督、脚本家、俳優、1978年の映画『ハロウィン』に登場するマイケル・マイヤーズ役で知られている、キングスポートで生まれ、地元の幽霊屋敷で見かけられる
- ハリー・クーヴァー、発明家、最初の瞬間接着剤であるイーストマン910の発明者
- ボビー・イートン、プロレスラー
- ジョン・キング、スティーヴ・ミラー・バンドのドラマー
- スティーヴン・ウィリアムズ、俳優、テレビドラマの『21ジャンプストリート』や1980年の映画『ブルース・ブラザース』に出演